# 高松村 (島根県)
高松村（たかまつむら）は、島根県簸川郡にあった村。現在の出雲市白枝町、松寄下町、下横町、高松町、浜町にあたる。

## 地理
- 河川：神戸川[1]

## 歴史
- 1889年（明治22年）4月1日、町村制の施行により、神門郡松枝村、白枝村、松寄下村、下横村が合併して村制施行し、高松村が発足[1][2]。
- 1896年（明治29年）4月1日、郡の統合により簸川郡に所属[2]。
- 1900年（明治33年）遙堪村大字浜村を編入[1]。
- 1907年（明治40年）産業組合設立[1]。
- 1916年（大正5年）出雲高松郵便局開局[1]。
- 1941年（昭和16年）2月11日、簸川郡今市町、古志村、高浜村、四纏村、川跡村、大津村、塩冶村、鳶巣村と合併して出雲町を新設し廃止された[1][2]。

### 地名の由来
松の名木にちなむ。

## 産業
- 農業、養蚕[1]。

## 交通

### 鉄道
- 1912年（大正元年）11月、国有鉄道大社線、朝山駅が開業。のち出雲高松駅と改称[1]。